# Газания жестковатая
Газания жестковатая или газания блестящая (лат. Gazania rigens) — многолетнее травянистое стелющееся растение, вид рода Газания (Gazania) семейства Астровые (Asteraceae).

## Описание
Высотой растение 15-20 см. Стебель расходящийся, 40 см в длину. Листья простые, обратнояйцевидной формы, до 10 см длиной и 3 см в ширину.
Соцветия одиночные, в виде корзинки диаметром около 4—5 см. Корзинка состоит из насыщенных оранжевых, красных, коричневатых, жёлто-оранжевых или жёлтых язычковых цветков. На цветке имеются коричневые, чёрные или белые пятнышки. Трубчатые цветки у корзинок черновато-пурпурные.
Цветение газании жестковатой наблюдается с конца июня до наступления холодов, в южных регионах с конца октября до середины ноября.
На одном растении обычно формируется до 30 цветков, иногда может быть больше.

## Распространение
Естественным ареалом вида является Южная Африка (ЮАР, Мозамбик) и Австралия. Адаптировался на дюнах и на прибрежных скалах.

## Культивация
Как декоративное растение культивируется по всему свету, ценится за свои соцветия, краевые цветки которых обладают ярко окрашенными, нередко пёстрыми язычковыми венчиками — белого, жёлтого, оранжевого, красного, коричневого цвета.
Растение предпочитает солнечные места, но при этом может терпеть бедность и сухость почв.
Отличительной особенностью растения является способность цветков довольно быстро открываться на свету и закрываться в тени.